# 2005年のスポーツ
< 2005年
- 年度別スポーツ記事一覧

2005年のスポーツでは、2005年（平成17年）のスポーツ関連の出来事についてまとめる。
2005年前後：2004年のスポーツ - 2005年のスポーツ - 2006年のスポーツ

## できごと
下記のスポーツはそれぞれの個別記事を参照すること。
2005年の野球（プロ野球、MLB）、2005年のサッカー、2005年の相撲、2005年のバレーボール、2005年のバスケットボール、2005年の日本競馬、2005年のNFL
ただし上記に含まれるスポーツのうち、世界的な影響があった事件、一般社会に対しても長期的かつ大きな影響を及ぼした事件や快挙、複数のスポーツに跨る事態等については本項に重複記載する。

### 2005年全般
- 2005年は国際連合によりスポーツと体育の国際年と制定された[1]。

### 1 - 3月
- 2月13日 - 南アフリカで開催された第1回ワールドカップ女子ゴルフで日本（宮里藍・北田瑠衣組）が優勝。
- 2月16日 - ロックアウト（2004年から2005年のNHLロックアウト）により、NHLが北米4大プロスポーツリーグ史上初めてシーズン全日程の中止を発表。
- 3月5日 - プロレスリング・ノアが日本武道館で興行。小橋建太が力皇猛に負け、GHCヘビー級王座から陥落。他に三沢光晴・鈴木鼓太郎組対大谷晋二郎・高岩竜一組など。
- 3月26日 - 日本プロ野球のパ・リーグ開幕。前年のプロ野球再編問題により新規参入した東北楽天ゴールデンイーグルスが初めて公式戦を行う。千葉ロッテマリーンズとの開幕戦は3-1で初勝利を挙げる。しかし翌27日の試合では逆に0-26と歴史的な大敗を喫した。

### 4 - 6月
- 4月16日-20日 - ベルリンで第3回スポーツアコード国際会議開催。
- 4月29日 - 野球独立リーグ「四国アイランドリーグ」の初シーズンが開幕、本格的スタートを切る。
- 5月6日 - 日本プロ野球で公式戦初のセ・パ交流戦（日本版インターリーグ）開幕。
- 5月13日 - ゴルフのタイガー・ウッズがPGAツアーの「バイロン・ネルソン・クラシック」で予選落ち、自らの持つ予選通過世界記録が「142」で止まる。
- 6月27日 - 柔道・谷亮子が妊娠とそれに伴い世界柔道選手権出場辞退を発表。

### 7 - 9月
- 7月3日 - アメリカ・ハリウッドパーク競馬場で行われたアメリカンオークスでシーザリオが優勝、史上初の日米オークス制覇を達成。
- 7月6日 - 第117次IOC総会がシンガポールで開催、第30回夏季オリンピックの開催地がロンドンに決定する。
- 7月8日 - IOC総会で2012年ロンドン大会の実施競技から野球とソフトボールを除外する事が決まる。
- 7月17日 - タイガー・ウッズが全英オープンに優勝し、ジャック・ニクラウス以来2人目のダブル・グランドスラムを達成。またこの全英オープンをもってジャック・ニクラウスが世界4大メジャー大会から勇退。
- 7月22日 - NHLで前日の選手会に続き、オーナーも新労働協約を承認し、例外規定無しのサラリーキャップ制度の導入が決定。310日間続いたロックアウトが正式に終了。
- 8月9日
  - アイスホッケー日本代表GK福藤豊がNHLのロサンゼルス・キングスと契約、日本人初のNHLプレイヤーが誕生。
  - アジアでの開催は初となる世界オリエンテーリング選手権（WOC2005）が愛知にて開会。愛・地球博の会場内で開会式が行われた。世界トレイルオリエンテーリング選手権も同時開催された。
- 9月25日
  - ベルリンマラソンで、野口みずきが世界歴代3位となる2時間19分12秒のアジア新記録で優勝。
  - F1・ルノーのフェルナンド・アロンソが、史上最年少のワールドチャンピオンになる。スペイン人ドライバーとしては初のワールドチャンピオン。

### 10 - 12月
- 10月2日 - 女子ゴルフ・日本女子オープンで宮里藍が史上最年少優勝、初の国内メジャータイトル制覇。
- 10月4日 - 本田技研工業がF1・BARチームの株式を年内までに100%取得することを発表、来季はホンダ単独でのフルワークス参戦することになった
- 10月16日
  - 男子ゴルフ・日本オープンで片山晋呉が前日の5打差を逆転。唯一のアンダーパーで大会初優勝。
  - 女子ゴルフ・富士通レディースで不動裕理が優勝。生涯獲得賞金額が女子では初の8億円を突破した。
- 10月20日 - 河野洋平日本陸上競技連盟会長と石原慎太郎東京都知事が、東京国際マラソンと東京シティロードレースを統合し、2007年2月に「東京マラソン」を開催する事で合意。将来的には東京国際女子マラソンの統合を目指す。
- 10月23日 - 中央競馬でディープインパクトが菊花賞に勝利し、1994年以来史上6頭目のクラシック三冠制覇を達成。無敗の三冠馬は史上2頭目。
- 11月1日 - 鈴木亜久里が新レーシングチーム「スーパーアグリ・フォーミュラ1」を発足、F1に参加申請を済ませた事を正式に発表。日本人が個人でF1のチームオーナーになるのは史上初。ホンダからエンジン供給を、ブリヂストンからタイヤ供給を受ける予定で、ドライバーには佐藤琢磨を起用する方向で交渉中。
- 11月5日 - 日本初のプロバスケットボールリーグ「bjリーグ」が開幕。
- 11月13日 - WRC・PCWRCラリー・オーストラリアにて新井敏弘がチャンピオンに。（日本人初の四輪における世界選手権制覇）
- 11月18日 - 2011年第7回ラグビー・ワールドカップの開催国がニュージーランドに決まる。開催招致をしていた日本は決選投票まで進出するも落選。
- 11月20日 - 東京国際女子マラソンが行われ、2年前の失速劇からアテネ五輪出場権を逃した高橋尚子が独走で復活の優勝を遂げる。
- 11月26日 - 大相撲十一月場所、横綱・朝青龍が優勝を決め、史上初となる7連覇と年間6場所完全制覇を達成、さらに北の湖の持つ年間最多勝利記録を更新した。
- 12月4日 - 女子ゴルフ・宮里藍が全米女子プロゴルフツアー最終予選会をトップ通過、諸見里しのぶとともに来季のツアー出場権を獲得。
- 12月11日 - 女子柔道の福岡国際選手権で日本勢が全8階級制覇。
- 12月17日 - フィギュアスケート・グランプリファイナル、女子では15歳の浅田真央が優勝を決める。男子では髙橋大輔が3位に。

## 総合競技大会
- 第20回デフリンピック夏季大会 （ オーストラリア・メルボルン・1月5日～16日） - 日本の獲得メダル : 金3、銀7、銅1
- 第22回ユニバーシアード冬季大会 （ オーストリア・インスブルック・1月12日～22日） - 日本の獲得メダル : 金5、銀6、銅6
- 第8回スペシャルオリンピックス冬季世界大会 （長野県・2月26日～3月5日）
- 第7回ワールドゲームズ （ ドイツ・デュースブルク・7月14日～24日） - 日本の獲得メダル : 金4、銀8、銅6
- 第6回ワールドマスターズゲームズ （ カナダ・エドモントン・7月22日～31日）
- 第23回ユニバーシアード夏季大会 （ トルコ・イズミル・8月11日～21日） - 日本の獲得メダル : 金18、銀18、銅20
- 第4回東アジア競技大会（ マカオ・10月29日～11月6日） - 日本の獲得メダル：金46、銀56、銅77
- 第1回アジア室内競技大会（ タイ・バンコク・11月12日～19日） - 日本の獲得メダル：金6、銀2、銅6
- 第60回晴れの国おかやま国体（冬季スケート - 山梨県・1月30日～2月3日、冬季アイスホッケー - 東京都・2月2日～6日、冬季スキー - 岩手県・2月22日～25日、夏季 - 9月10日～13日、秋季 - 10月22日～27日）
天皇杯順位 : 優勝岡山県、第2位東京都、第3位埼玉県
皇后杯順位 : 優勝岡山県、第2位東京都、第3位大阪府
- 千葉きらめき総体 （千葉県・8月1日～20日）
- 第59回全国レクリエーション大会INとうきょう（9月17日～19日）
- 第18回全国スポーツ・レクリエーション祭「スポレクいわて2005」（10月1日～4日）
- 輝いて!おかやま大会（11月5日～7日）

## アイスホッケー
- アイスホッケー世界選手権（ オーストリア・ウィーン、インスブルック・4月30日～5月15日）
決勝 :  チェコ 3 - 0  カナダ
- アイスホッケー女子世界選手権（ スウェーデン・リンシェーピング、ノルシェーピング・4月2日～9日）
決勝 :  アメリカ合衆国 1 - 0  カナダ
- NHL・スタンレーカップファイナル
※ロックアウトにより非開催
- 全日本アイスホッケー選手権大会決勝（長野ビッグハット・2月20日）
王子製紙 5 - 2 日本製紙クレインズ
- アジアリーグアイスホッケー・プレーオフ・ファイナル（釧路アイスアリーナ、サントリー東伏見アイスアリーナ・3月22日～27日）
コクド 3勝 - 1勝 日本製紙クレインズ

## アメリカンフットボール

### NFL
- NFCチャンピオンシップゲーム（フィラデルフィア・1月23日）
フィラデルフィア・イーグルス 27 - 10 アトランタ・ファルコンズ
- AFCチャンピオンシップゲーム（ピッツバーグ・1月23日）
ニューイングランド・ペイトリオッツ 41 - 27 ピッツバーグ・スティーラーズ
- 第39回スーパーボウル （ジャクソンビル・2月6日）
ニューイングランド・ペイトリオッツ(AFC) 24 - 21 フィラデルフィア・イーグルス(NFC)
- プロボウル（ハワイ・2月13日）
アメリカン・フットボール・カンファレンス 38 - 27 ナショナル・フットボール・カンファレンス

### 日本の大会
- ライスボウル （東京ドーム・1月3日）
松下電工インパルス 26 - 7 立命館大学パンサーズ
- 甲子園ボウル（阪神甲子園球場・12月18日）
法政大学トマホークス 17 - 4 立命館大学パンサーズ
- ジャパンXボウル（東京ドーム・12月19日）
オービックシーガルズ 25 - 16 松下電工インパルス

## オートレース
- 全日本選抜オートレース（浜松オートレース場・3月17日～21日）優勝 : 池田政和
- オールスターオートレース（伊勢崎オートレース場・4月27日～5月1日）優勝 : 久門徹
- オートレースグランプリ（浜松オートレース場・9月21日～25日）優勝 : 山田真弘
- 日本選手権オートレース（川口オートレース場・11月2日～6日）優勝 : 岡部聡
- スーパースター王座決定戦（川口オートレース場・12月21日～25日）優勝 : 池田政和

## オリエンテーリング
- ワールドゲームズ2005（7月14日～24日、 ドイツ・デュースブルク）
  - ミドル競技（男子）優勝: ティエリー・ジョルジュ（ フランス）
  - ミドル競技（女子）優勝: シモーネ・ニグリ＝ルーダー（ スイス）
  - リレー競技（混成）優勝:  スイス
- 世界オリエンテーリング選手権（8月9日～15日、 日本・愛知）
  - ロング競技（男子）優勝: アンドレイ・ハラモフ（ ロシア）
  - ロング競技（女子）優勝: シモーネ・ニグリ＝ルーダー（ スイス）
  - ミドル競技（男子）優勝: ティエリー・ジョルジュ（ フランス）
  - ミドル競技（女子）優勝: シモーネ・ニグリ＝ルーダー（ スイス）
  - スプリント競技（男子）優勝: エミル・ウィングステッド（ スウェーデン）
  - スプリント競技（女子）優勝: シモーネ・ニグリ＝ルーダー（ スイス）
  - リレー競技（男子）優勝:  ノルウェー
  - リレー競技（女子）優勝:  スイス

## カーリング
- 世界女子カーリング選手権（ スコットランド・ペイズリー、3月19日～27日）
決勝 :  スウェーデン 10-4  アメリカ合衆国
- 世界男子カーリング選手権（ カナダ・ビクトリア、4月2日～10日）
決勝 :  カナダ 11-4  スコットランド
- パシフィックカーリング選手権（ チャイニーズタイペイ・台北市、12月2日～7日）
男子決勝 :  オーストラリア 6-3  日本
女子決勝 :  日本 10-5  中国
- 日本カーリング選手権大会（男子 - 3月23日～27日・北海道・常呂カーリングホール、女子 - 2月23日～27日・長野県・スカップ軽井）
男子決勝 : チーム近江谷（北海道）9-7 チーム柏木（長野県）
女子決勝 : チーム土屋（長野県）7-6 青森県協会（青森県）

## 競艇
2005年のSGレースでは、笠原亮がSG初出場の「総理大臣杯」で優勝した。フィナーレの「賞金王決定戦」で辻栄蔵が優勝し、自身初の賞金第1位を確実にした。

### SG優勝者
- 総理大臣杯競走（多摩川競艇場・3月22日 - 27日） 優勝 : 笠原亮
- 笹川賞競走（常滑競艇場・5月24日 - 29日） 優勝 : 植木通彦
- グランドチャンピオン決定戦競走（下関競艇場・6月21日 - 26日） 優勝 : 山本浩次
- オーシャンカップ競走（桐生競艇場・7月27日 - 8月1日） 優勝 : 江口晃生
- モーターボート記念競走（若松競艇場・8月30日 - 9月4日） 優勝 : 菊地孝平
- 全日本選手権競走（津競艇場・10月25日 - 30日） 優勝 : 太田和美
- 競艇王チャレンジカップ競走（芦屋競艇場・11月22日 - 27日） 優勝 : 上瀧和則
- 賞金王シリーズ戦競走（住之江競艇場・12月18日 - 23日） 優勝 : 池田浩二
- 賞金王決定戦競走（住之江競艇場・12月20日 - 23日） 優勝 : 辻栄蔵

### 全国発売GI優勝者
- 新鋭王座決定戦競走（宮島競艇場・1月25日 - 30日） 優勝 : 秋山直之
- 女子王座決定戦競走（大村競艇場・3月1日 - 6日） 優勝 : 日高逸子
- 競艇名人戦競走（戸田競艇場・4月19日 - 24日） 優勝 : 水野要

## 競馬

### アイルランド
- アイリッシュダービー（カラ競馬場・6月26日）優勝 : ハリケーンラン、騎手 : キーレン・ファロン
- アイリッシュチャンピオンステークス（レパーズタウン競馬場・9月10日）優勝 : オラトリオ（騎手 : キーレン・ファロン）
- アイルランド平地最多勝利騎手 : パトリック・スマレン

### アメリカ合衆国
- ケンタッキーオークス（チャーチルダウンズ競馬場・5月2日）優勝 ： サマーリー（騎手 ： ジェリー・ベイリー）
- ケンタッキーダービー（チャーチルダウンズ競馬場・5月3日）優勝 : ジャコモ（騎手 : マイク・スミス）
- プリークネスステークス（ピムリコ競馬場・5月21日）優勝 : アフリートアレックス（騎手 : ジェレミー・ローズ）
- ベルモントステークス（ベルモントパーク競馬場・6月11日）優勝 : アフリートアレックス（騎手 : ジェレミー・ローズ）
- ハンブルトニアン（メドウランズ競馬場・8月6日）優勝 : ビビッドフォト、馭手 : Hammer, Roger R.
- アーリントンミリオン（アーリントンパーク競馬場・8月13日）優勝 : パワーズコート（騎手 : キーレン・ファロン）
- ブリーダーズカップ・ターフ（ベルモントパーク競馬場・10月29日）優勝 : シロッコ（騎手 : クリストフ・スミヨン）
- ブリーダーズカップ・クラシック（ベルモントパーク競馬場・10月29日）優勝 : セイントリアム（騎手 : ジェリー・ベイリー）
- エクリプス賞年度代表馬 : セイントリアム
- エクリプス賞最優秀騎手 : ジョン・ヴェラスケス

### アラブ首長国連邦
- ドバイワールドカップ（ナド・アルシバ競馬場・3月26日）優勝 : ロージズインメイ（騎手 : ジョン・ヴェラスケス）

### イギリス
- チャンピオンハードル（チェルトナム競馬場・3月13日）優勝 : ペンザンス、騎手 : ロバート・ソーントン
- チェルトナムゴールドカップ（チェルトナム競馬場・3月16日）優勝 : キッキングキング、騎手 : バリー・ゲラティー
- グランドナショナル（エイントリー競馬場・4月9日）優勝：ヘッジハンター、騎手：ルビー・ウォルシュ
- 2000ギニー（ニューマーケット競馬場・4月30日）優勝 : フットステップスインザサンド（騎手 : キーレン・ファロン）
- 1000ギニー（ニューマーケット競馬場・5月1日）優勝 : ヴァージニアウォーターズ（騎手 : キーレン・ファロン）
- オークス（エプソム競馬場・6月3日）優勝 : エスワラー（騎手 : リチャード・ヒルズ）
- ダービー（エプソム競馬場・6月4日）優勝 : モティヴェーター（騎手 : ジョニー・ムルタ）
- キングジョージ6世&クイーンエリザベスダイヤモンドステークス（ニューベリー競馬場・7月23日）優勝 : アザムール（騎手 : マイケル・キネーン）
- セントレジャーステークス（ドンカスター競馬場・9月10日）優勝 : スコーピオン（騎手 : ランフランコ・デットーリ）
- イギリス平地最多勝利騎手 : ジェイミー・スペンサー
- イギリス障害最多勝利騎手 : トニー・マッコイ

### オーストラリア
- コックスプレート（ムーニーバレー競馬場・10月22日）優勝：マカイビーディーヴァ（騎手：グレン・ボス）
- メルボルンカップ（フレミントン競馬場・11月1日）優勝：マカイビーディーヴァ（騎手：グレン・ボス）

### シンガポール
- シンガポール航空インターナショナルカップ（クランジ競馬場・5月15日）優勝 : マミファイ（騎手 : ダニー・ニコリック）

### フランス
- アメリカ賞（ヴァンセンヌ競馬場・1月30日）優勝 : ジャグドベルウ（馭手 : クリストフ・ガリエ）
- プール・デッセ・デ・プーラン（ロンシャン競馬場・5月15日）優勝 : シャマルダル（騎手 : ランフランコ・デットーリ）
- ジョッケクルブ賞（シャンティイ競馬場・6月5日）優勝 : シャマルダル（騎手 : ランフランコ・デットーリ）
- ディアヌ賞（シャンティイ競馬場・6月12日）優勝 : ディヴァインプロポーションズ（騎手 : クリストフ・ルメール）
- サンクルー大賞（サンクルー競馬場・6月26日）優勝 : アルカセット（騎手 : ランフランコ・デットーリ）
- ジャック・ル・マロワ賞（ドーヴィル競馬場・8月14日）優勝 : ドバウィ（騎手 : ケリン・マッキヴォイ
- 凱旋門賞（ロンシャン競馬場・10月2日）優勝 : ハリケーンラン（騎手 : キーレン・ファロン）

### 香港
- クイーンエリザベス2世カップ（沙田競馬場・4月24日）優勝 : ヴェンジェンスオブレイン（騎手 : アンソニー・デルペッシュ）
- 香港カップ（沙田競馬場・12月11日）優勝 : ヴェンジャンスオブレイン（騎手 : アンソニー・デルペッチ）

### 広域・その他
- （亜）カルロスペルグリニ大賞（サンイシドロ競馬場・12月10日）優勝 : Storm Mayor（騎手 : Pablo Falero）
- （宇）ウルグアイナシオナル大賞（ウルグアイダービー）（マロナス競馬場・11月13日）優勝 : インヴァソール（騎手 : グスタヴォ・デュアルテ）
- （欧）カルティエ賞年度代表馬 : ハリケーンラン

### ワールド・サラブレッド・レースホース・ランキング
| レート | 距離区分     | 競走馬名                                   |
| ------ | ------------ | ------------------------------------------ |
| 124    | 芝・超長距離 | マカイビーディーヴァ（牝馬）               |
| 130    | 芝・長距離   | ハリケーンラン                             |
| 123    | 芝・中距離   | アザムール / デビッドジュニア / オラトリオ |
| 125    | 芝・短距離   | シャマルダル                               |
| 123    | 芝・超短距離 | サイレントウィットネス                     |
| 124    | ダ・長距離   | アフリートアレックス                       |
| 125    | ダ・中距離   | セイントリアム                             |
| 128    | ダ・短距離   | ゴーストザッパー                           |
| 119    | ダ・超短距離 | ロストインザフォグ                         |

芝・超長距離のマカイビーディーヴァは南半球で最高レートを記録したため本来は2005/06シーズンに区分される。また、同馬のセックスアローワンスによる加算は考慮していない。

## 競輪

### GP・GI・GII優勝者
- 競輪祭朝日新聞社杯争奪競輪王決定戦（小倉競輪場・1月27日 - 30日） 優勝 : 後閑信一
- 西王座戦（玉野競輪場・2月19日 - 22日） 優勝 : 山内卓也
- 東王座戦（取手競輪場・2月24日 - 27日） 優勝 : 岡部芳幸
- 日本選手権競輪（松戸競輪場・3月16日 - 21日） 優勝 : 鈴木誠
- ふるさとダービー（武雄競輪場・4月23日 - 26日） 優勝 : 佐藤慎太郎
- 高松宮記念杯競輪（大津びわこ競輪場・6月2日 - 5日） 優勝 : 村本大輔
- ふるさとダービー（弥彦競輪場・6月25日 - 28日） 優勝 : 石毛克幸
- 寬仁親王牌・世界選手権記念トーナメント（青森競輪場・7月21日 - 24日） 優勝 : 小嶋敬二
- サマーナイトフェスティバル（川崎競輪場・8月5日 - 6日） 優勝 : 有坂直樹
- ふるさとダービー（豊橋競輪場・8月27日 - 30日） 優勝 : 岡部芳幸
- オールスター競輪（名古屋競輪場・9月15日 - 19日） 優勝 : 神山雄一郎
- 共同通信社杯競輪（松山競輪場・10月7日 - 10日） 優勝：兵藤一也
- 読売新聞社杯全日本選抜競輪（岸和田競輪場・12月3日 - 6日） 優勝 : 加藤慎平
- ヤンググランプリ（平塚競輪場・12月29日） 優勝 : 山崎芳仁
- KEIRINグランプリ（平塚競輪場・12月30日） 優勝 : 加藤慎平

## 剣道
- 全日本剣道選手権大会（11月3日、日本武道館）
優勝：原田悟（警視庁）
- 全日本女子剣道選手権（9月4日、静岡県武道館）
優勝 : 村上千夏（埼玉県警）

## ゴルフ
男子プロ
- マスターズ: タイガー・ウッズ（ アメリカ合衆国）ウッズがジャック・ニクラス以来2人目のダブル・グランドスラムを達成し、メジャー優勝回数を2桁に乗せる。
- 全米オープン（パインハーストNo.2）: マイケル・キャンベル（ ニュージーランド）
- 全英オープン（セント・アンドリュース）: タイガー・ウッズ（ アメリカ合衆国）
- 全米プロゴルフ: フィル・ミケルソン（ アメリカ合衆国）
- PGAツアー賞金王：タイガー・ウッズ $10,628,024

男子アマ
- 全米アマ：エドアルド・モリナリ
- 日本アマ：金庚泰

女子プロ
- クラフト・ナビスコ選手権: アニカ・ソレンスタム（ スウェーデン）
- 全米女子プロゴルフ: アニカ・ソレンスタム（ スウェーデン）
- 全米女子オープン : バーディー金（ 韓国） （Birdie Kim）
- 全英女子オープン: 張晶（ 韓国） （Jeong Jang）

10代の新鋭選手たちの活躍が目立った1年。全米女子プロゴルフでは15歳のミシェル・ウィーが2位、18歳のポーラ・クリーマーが3位に入賞し、全米女子オープンでは17歳のモーガン・プレッセルが2位に入賞。ウィーは全英女子オープンでも3位に入った。日本勢は全英女子オープンで好成績を出し、宮里藍がメジャー大会で自己最高の11位を記録した。
- LPGAツアー賞金女王：アニカ・ソレンスタム $2,588,240

### PGA・男子国際大会
世界ゴルフ選手権シリーズ
- アクセンチュア・マッチプレー選手権優勝者：デビッド・トムズ（ アメリカ合衆国）
- NEC招待選手権優勝者：タイガー・ウッズ（ アメリカ合衆国）
- アメリカン・エキスプレス選手権優勝者：タイガー・ウッズ（ アメリカ合衆国）
- ワールドカップゴルフ優勝国： ウェールズ（ブラッドリー・ドレッジ＆ステファン・ドッド）

### LPGA・女子国際大会
- 第1回ワールドカップ女子ゴルフ
  - 優勝： 日本チーム（宮里藍・北田瑠衣）
 南アフリカ共和国で2月11日～13日にかけて開催された大会。

### 日本
- 賞金王（男子）：片山晋呉 （2年連続）
- 賞金女王：不動裕理 （6年連続）

男女とも、2004年のマネーランキング1位選手がその座を守った。不動の6年連続賞金女王は樋口久子の9年連続に次ぐ記録。一方、男子では尾崎将司・健夫兄弟が賞金によるシード権を失った。

#### PGA・日本男子メジャー大会
- 日本プロゴルフ選手権大会（5月12日～15日、熊本県・玉名カントリークラブ）
  - 優勝：S・K・ホ -16（272）
- 日本ゴルフツアー選手権（6月30日～7月3日、茨城県・宍戸ヒルズカントリークラブ）
  - 優勝：細川和彦 -7（273）
- 日本オープンゴルフ選手権競技（10月13日～16日、兵庫県・広野ゴルフ倶楽部）
  - 優勝：片山晋呉 -2（282）
- 日本シリーズ（12月1日～4日、東京都よみうりカントリークラブ）
  - 優勝：今野康晴 -11（269）

#### JLPGA・日本女子メジャー大会
- 日本女子プロゴルフ選手権大会（9月8日～11日、滋賀県・名神八日市カントリー倶楽部）
  - 優勝：不動裕理 -10（278）
- 日本女子オープンゴルフ選手権競技（9月29日～10月2日、神奈川県・戸塚カントリー倶楽部・西コース）
  - 優勝：宮里藍 -5（283）
- LPGAツアーチャンピオンシップ（11月24日～27日、宮崎県・宮崎カントリークラブ）
  - 優勝：大山志保 -5（283）

## 自転車競技
- シクロクロス世界選手権（ ドイツ・ザンクト・ベンデル・1月29日～30日）
- BMX世界選手権 （ フランス・パリ・7月29日～31日）
- MTB世界選手権（ イタリア・リヴィーニョ・8月31日～9月4日）
- 世界室内自転車競技選手権（ ドイツ・フライブルク・11月25日～27日）

### ロードレース
- 第88回ジロ・デ・イタリア（5月7日～29日）
個人総合優勝 : パオロ・サヴォルデッリ（ イタリア、ディスカバリー・チャンネル）
山岳賞：ホセ・ルハノ（ ベネズエラ、セッレ・イタリア・コロンビア）
ポイント賞：パオロ・ベッティーニ（ イタリア、クイックステップ）
インテルジロ賞：ステファノ・ザニーニ（ イタリア、クイックステップ）
- 第92回ツール・ド・フランス（7月2日～24日）
個人総合優勝 : ランス・アームストロング（ アメリカ合衆国、ディスカバリー・チャンネル）※ドーピング発覚により後日取消
ポイント賞：トル・ハスホフト（ ノルウェー、クレディアグリコル）
山岳賞：ミカエル・ラスムッセン（ デンマーク、ラボバンク）
新人賞：ヤロスラフ・ポポヴィッチ（ ウクライナ、ディスカバリーチャンネル）
- 第61回ブエルタ・ア・エスパーニャ（8月27日～9月18日）
個人総合優勝 : デニス・メンショフ（ ロシア、ラボバンク）
総合1位だったロベルト・エラス（ スペイン、リバティセグロス）は、ドーピング検査の結果失格となり、総合優勝を剥奪された。
ポイント賞：アレサンドロ・ペタッキ（ イタリア、ファッサボルトロ）
山岳賞：ホアキン・ロドリゲス（ スペイン、サウニエル・ドゥバル＝プロディール）
コンビネーション賞：デニス・メンショフ（ ロシア、ラボバンク）
- ロード世界選手権（ スペイン・マドリード・9月21日～25日）
エリート男子ロード優勝：トム・ボーネン（ ベルギー）
エリート男子タイムトライアル優勝：マイケル・ロジャース（ オーストラリア）
- UCIプロツアー
チャンピオン：ダニーロ・ディルーカ（ イタリア、リクイガス・ビアンキ）
- ジャパンカップサイクルロードレース（宇都宮市・10月22日 - 23日）
男子エリート優勝：ダミアーノ・クネゴ（ イタリア、ランプレ・カッフィータ）

### トラックレース
- トラック世界選手権（ アメリカ合衆国・ロサンゼルス・3月24日～27日）
男子スプリント優勝：レネ・ウォルフ（ ドイツ）
男子ケイリン優勝：テーン・ムルダー（ オランダ）

## 柔道
- 嘉納治五郎杯国際柔道大会（日本武道館・1月9日）
優勝 : 井上康生（綜合警備保障）
- 全日本選抜柔道体重別選手権大会（福岡市民体育館・4月3日）
- 皇后盃全日本女子柔道選手権大会（愛知県武道館・4月17日）
優勝 : 塚田真希（綜合警備保障）
- 全日本柔道選手権大会（日本武道館・4月29日）
優勝 : 鈴木桂治（平成管財）
- 世界柔道選手権大会（ エジプト・カイロ・9月8日～11日） - 日本の獲得メダル : 金3、銀6、銅4 (国別対抗団体戦も含む)
- 講道館杯全日本柔道体重別選手権大会（千葉ポートアリーナ・11月19日～20日）
- 福岡国際女子柔道選手権大会（福岡国際センター・12月10日～11日）

## 水泳
- 日本短水路選手権水泳競技大会（東京辰巳国際水泳場・2月26日～27日）
- シンクロナイズドスイミング・ジャパンオープン兼日本選手権 （東京辰巳国際水泳場・4月2日～4月4日）
  - ソロ
ジャパンオープン優勝 : ヴィルジニー・デデュー （ フランス）
日本選手権優勝 : 鈴木絵美子
  - デュエット
ジャパンオープン優勝 : ヘマ・メングアル、パオラ・ティラドス組 （ スペイン）
日本選手権優勝 : 鈴木絵美子、原田早穂組 （ミキハウス、ジャパンオープン2位）
  - チーム
ジャパンオープン・日本選手権優勝 : 井村シンクロクラブMチーム
- 競泳日本選手権 （横浜国際プール・4月21日～24日）
- 水球・日本選手権（神奈川県・相模原市立総合水泳場・7月1日～3日）
- 世界水泳選手権 （ カナダ・モントリオール・7月17日～31日） - 日本の獲得メダル:銀3、銅6
- 競泳日本学生選手権 （なみはやドーム・9月2日～4日）

## スキー・スノーボード
- 2005年スノーボード世界選手権 （ カナダ・ウィスラー・1月16日～22日）
- 2005年アルペンスキー世界選手権 （ イタリア・ボルミオ・1月29日～2月13日）
- 2005年ノルディックスキー世界選手権 （ ドイツ・2月17日～27日）
- 2005年フリースタイルスキー世界選手権 （ フィンランド・3月17日～20日）

## スケート

### スピードスケート
- 世界スプリントスピードスケート選手権大会（ アメリカ合衆国}・ソルトレイクシティ・1月22日～23日）
男子総合優勝 : エルベン・ベンネマルス （ オランダ）
女子総合優勝 : ジェニファー・ロドリゲス （ アメリカ合衆国）
- 世界オールラウンドスピードスケート選手権大会（モスクワ・2月5日～6日）
男子総合優勝 : シャニー・デービス （ アメリカ合衆国）
女子総合優勝 : アンニ・フリージンガー （ ドイツ）
- 世界距離別スピードスケート選手権大会（ ドイツ・インツェル・3月3日～6日）

### ショートトラック
- ショートトラック世界チーム選手権 （ 韓国・春川市・3月5日～6日）
- ショートトラック世界選手権 （北京・3月11日～13日）

### フィギュアスケート
- 四大陸フィギュアスケート選手権（ 韓国・2月14日～20日）
男子シングル優勝 : エバン・ライザチェク（ アメリカ合衆国）
女子シングル優勝 : 村主章枝 （ダイナシティ）
ペア優勝 : 張丹、張昊（ 中国）
アイスダンス優勝 : タニス・ベルビン、ベンジャミン・アゴスト（ アメリカ合衆国）
- 世界フィギュアスケート選手権（モスクワ・3月14日～20日）
男子シングル優勝 : ステファン・ランビエール （ スイス）
女子シングル優勝 : イリナ・スルツカヤ （ ロシア）
ペア優勝 : タチアナ・トトミアニナ、マキシム・マリニン （ ロシア）
アイスダンス優勝 : タチアナ・ナフカ、ロマン・カストマロフ （ ロシア）
- ISUグランプリファイナル（12月16日～18日、 日本・国立代々木競技場第一体育館）
男子シングル優勝：ステファン・ランビエール（ スイス）
女子シングル優勝：浅田真央（ 日本）
ペア優勝：タチアナ・トトミアニナ、マキシム・マリニン（ ロシア）
アイスダンス優勝：タチアナ・ナフカ、ロマン・コストマロフ（ ロシア）
- 第74回全日本フィギュアスケート選手権（12月23日～25日、国立代々木競技場第一体育館）
男子シングル優勝：髙橋大輔
女子シングル優勝：村主章枝
アイスダンス優勝：渡辺心、木戸章之

## 卓球
- 全日本卓球選手権（東京体育館・1月11日～16日）
男子シングルス優勝 : 吉田海偉 （日産自動車）
女子シングルス優勝 : 平野早矢香 （ミキハウス）
男子ダブルス優勝 : 倉嶋洋介・田勢邦史 （協和発酵）
女子ダブルス優勝 : 小西杏・福原愛 （ミキハウス）
混合ダブルス優勝 : 坂本竜介 （青森大学）・福原愛 （ミキハウス）
- 世界卓球選手権（上海・4月30日～5月6日）
男子シングルス優勝 : 王励勤（ 中国）
女子シングルス優勝 : 張怡寧（ 中国）
男子ダブルス優勝 : 孔令輝、王皓（ 中国）
女子ダブルス優勝 : 王楠、張怡寧（ 中国）
混合ダブルス優勝 : 王励勤、郭躍（ 中国）

## 体操

### 体操競技
- 世界体操競技選手権（11月21日～11月27日、 オーストラリア・メルボルン）
男子個人総合優勝 : 冨田洋之（ 日本）
女子個人総合優勝 : チェルシー・メンメル（ アメリカ合衆国）
- 全日本体操競技選手権（10月14日～16日、尼崎市記念公園総合体育館）
男子個人総合優勝 : 冨田洋之（セントラルスポーツ）
男子団体優勝 : 徳洲会体操クラブ
女子個人総合優勝 : 上村美揮（朝日生命体操クラブ）
女子団体優勝 : 戸田市スポーツセンター

### 新体操
- 第27回世界新体操選手権（10月3日～9日、 アゼルバイジャン・バクー）
女子個人総合優勝 : オルガ・カブラノワ（ ロシア）
女子団体総合優勝 :  ロシア
- 第58回全日本新体操選手権（11月4日～6日、兵庫県立総合体育館）
男子個人総合優勝 : 野田光太郎（花園大学）
男子団体総合優勝 : 青森大学
女子個人総合優勝 : 村田由香里（東京女子体育大学研究生）
女子団体総合優勝 : 東京女子体育大学

### トランポリン
- 第24回世界トランポリン競技選手権（9月15日～18日、 オランダ・アイントホーフェン）
男子個人優勝 : アレクサンドル・ルサコフ（ ロシア）
女子個人優勝 : イリーナ・カラバエワ（ ロシア）
- 第42回全日本トランポリン競技選手権（10月29日～30日、浦和駒場体育館）
男子個人優勝 : 上山容弘（大阪体育大学）
女子個人優勝 : 廣田遥（阪南大学）

## テニス

### グランドスラム
- 全豪オープン　男子単優勝：マラト・サフィン（ ロシア）、女子単優勝：セリーナ・ウィリアムズ（ アメリカ合衆国）
- 全仏オープン　男子単優勝：ラファエル・ナダル（ スペイン）、女子単優勝：ジュスティーヌ・エナン＝アーデン（ ベルギー）
- ウィンブルドン　男子単優勝：ロジャー・フェデラー（ スイス）、女子単優勝：ビーナス・ウィリアムズ（ アメリカ合衆国）
- 全米オープン　男子単優勝：ロジャー・フェデラー（ スイス）、女子単優勝：キム・クライシュテルス（ ベルギー）

### デビスカップ・フェドカップ
- デビスカップ決勝（12月2日～4日、 スロバキア・ブラチスラヴァ）
 クロアチア （3勝2敗）  スロバキア
- フェドカップ決勝（9月17日～18日、 フランス・パリ）
 ロシア （3勝2敗）  フランス

### 日本
- ニッケ全日本テニス選手権
  - 男子単決勝 岩渕聡 2 - 1 添田豪
  - 女子単決勝 森田あゆみ 2 - 1 米村知子

## バイアスロン
- バイアスロン世界選手権 （ オーストリア・ホフフィルツェン・3月4日～13日）

## バドミントン
- スディルマン杯（5月10日～15日、北京市）
優勝 :  中国
- 世界バドミントン選手権大会（8月15日～21日、 アメリカ合衆国・アナハイム）
男子シングルス優勝 : タウフィック・ヒダヤット（ インドネシア）
女子シングルス優勝 : 謝杏芳（ 中国）
男子ダブルス優勝 : トニー・グナワン、ハワード・バック（ アメリカ合衆国）
女子ダブルス優勝 : 楊維、張潔雯（ 中国）
混合ダブルス優勝 : ノバ・ウィディアント、リリアナ・ナトシール（ インドネシア）
- 全日本総合バドミントン選手権大会（11月29日～12月4日、兵庫県）
男子シングルス優勝 : 佐藤翔治（NTT東日本）
女子シングルス優勝 : 米倉加奈子（ヨネックス）
男子ダブルス優勝 : 仲尾修一、坂本修一（日本ユニシス）
女子ダブルス優勝 : 小椋久美子、潮田玲子(三洋電機)
混合ダブルス優勝 : 舛田圭太(トナミ運輸)、前田美順(NEC九州)

## ハンドボール
- 世界男子ハンドボール選手権（1月23日～2月6日、 チュニジア）
決勝 :  スペイン 40 - 34  クロアチア
- 2005年世界女子ハンドボール選手権（12月5日～18日、 ロシア）
決勝 :  ロシア 28 - 23  ルーマニア
- 第57回全日本総合ハンドボール選手権大会（12月21日～12月25日、福井県）
男子決勝 : 大崎電気 38 - 32 大同特殊鋼
女子決勝 : オムロン 35 - 23 広島メイプルレッズ
- 第29回日本ハンドボールリーグ（2004-2005シーズン）
男子1部優勝 : 大崎電気
男子2部優勝 : 北陸電力
女子優勝 : 広島メイプルレッズ

## プロレス
- プロレス大賞MVP　小島聡（全日本プロレス）
- G1クライマックス優勝　蝶野正洋（5回目）
- 世界最強タッグ決定リーグ戦優勝　ババ・レイ＆ディーボン組「チーム3D」

## モータースポーツ

### 四輪カテゴリー
- テレフォニカ・ダカールラリー （1月1日～16日、 スペイン・バルセロナ～ セネガル・ダカール）
四輪部門総合優勝 : ステファン・ペテランセル （ フランス、三菱・パジェロエボリューション） 52時間31分39秒
- F1
  - ドライバーズチャンピオン : フェルナンド・アロンソ（ スペイン、ルノー）133ポイント（初）
  - コンストラクターズチャンピオン : ルノー　191ポイント（初）

王者ミハエル・シューマッハを擁するフェラーリが前年までとは違い苦戦を強いられる。その一方でルノーとマクラーレンの両チームが大躍進し、キミ・ライコネンとの激戦を制してフェルナンド・アロンソが初のワールドチャンピオンを獲得、史上最年少チャンピオン記録を更新。スペイン人ドライバーのチャンピオンシップ制覇は初。コンストラクターズタイトルも接戦の末ルノーが獲得した。
日本勢ではトヨタがマレーシアGPで初表彰台を達成するなど健闘を見せる一方で、BARホンダがペナルティで2戦出場停止を受けるなど苦戦を強いられる。中でも佐藤琢磨が思うように結果を出せず、来季のBARでのレギュラーシートを失うこととなった。
  - モナコGP （5月22日、モナコ・モンテカルロ市街地コース）

優勝 : キミ・ライコネン（ フィンランド、マクラーレン・メルセデス）
  - 日本グランプリ （10月9日、三重県・鈴鹿サーキット）

優勝 : キミ・ライコネン（ フィンランド、マクラーレン・メルセデス）
B・A・Rホンダの佐藤琢磨は予選5番手の好位置で決勝に臨むも、スタート直後にコースアウトして順位を落とし、13位でゴールしたが、接触事故の起因を作ったとして、裁定の結果成績を抹消された。
- WRC 世界ドライバーズ・チャンピオンシップ : セバスチャン・ローブ（ フランス、シトロエン）
ローブが年間10勝をあげる強さで2連覇達成。またPCWRCでは新井敏弘（スバル）が日本人初のシリーズチャンピオンとなった。
  - ラリージャパン （9月30日～10月2日、北海道・十勝地区）

優勝 : マーカス・グロンホルム（ フィンランド、プジョー）
- IRL ドライバーズ・チャンピオンシップ : ダン・ウェルドン（ イギリス、アンドレッティ・グリーン・レーシング/ダラーラ/ホンダ）
  - インディジャパン300 （4月30日、栃木県・ツインリンクもてぎ）

優勝 : ダン・ウェルドン（ イギリス、アンドレッティ・グリーン・レーシング/ダラーラ/ホンダ）
  - インディ500 （5月29日、 アメリカ合衆国・インディアナポリス・モーター・スピードウェイ）

優勝 : ダン・ウェルドン（ イギリス、アンドレッティ・グリーン・レーシング/ダラーラ/ホンダ）
- ル・マン24時間レース （6月18日～19日、 フランス・ル・マンサルテサーキット）
総合優勝 : トム・クリステンセン（ デンマーク）/マルコ・ベルナー（ ドイツ）/JJ・レート（ フィンランド）
（チャンピオン・レーシング（ アメリカ合衆国）、アウディR8） 369周
- フォーミュラ・ニッポン シリーズチャンピオン：本山哲（Arting RACING TEAM with IMPUL）
- SUPER GT
GT500クラスシリーズチャンピオン：立川祐路/高木虎之介（ZENTセルモスープラ）
GT300クラスシリーズチャンピオン：山野哲也/佐々木孝太（RECKLESS MR-S）

### 二輪カテゴリー
- テレフォニカ・ダカールラリー （1月1日～16日、 スペイン・バルセロナ～ セネガル・ダカール）
二輪部門総合優勝 : シリル・デプレ （ フランス、KTM (オートバイ)） 47時間27分31秒
- MotoGP MotoGPクラス世界ライダーズ・チャンピオンシップ：バレンティーノ・ロッシ（ イタリア、ヤマハ）
ロッシが年間11勝という圧倒的な勝ち数をあげ、ヤマハに移籍して2年連続、ホンダ時代から通じて5年連続の最高峰クラス制覇。最高峰クラスでの5年連続チャンピオンはジャコモ・アゴスティーニ、マイケル・ドゥーハンに続き3人目、20代での達成は史上初の快挙。
  - 日本グランプリ （9月18日、栃木県・ツインリンクもてぎ）

MotoGPクラス優勝 : ロリス・カピロッシ（ イタリア、ドゥカティ）
MotoGPクラスでは玉田誠（ホンダ）が3位に入り、今季初の表彰台に。またGP250クラスでは青山博一が優勝、クラス初勝利に輝いた。
- 鈴鹿8時間耐久ロードレース （7月31日、三重県・鈴鹿サーキット）
総合優勝 : 清成龍一/宇川徹 （セブンスターホンダ7） 204周
- 全日本ロードレース選手権 JSB1000クラスシリーズチャンピオン：伊藤真一（ホンダ）

## ラグビー

### 国際大会
- シックス・ネイションズ （2月5日～3月19日）
優勝 :  ウェールズ（5勝0敗） - グランドスラムを達成
- トライネイションズ（7月30日～9月3日）
優勝 :  ニュージーランド（3勝1敗）

### 全日本選手権
- 日本ラグビーフットボール選手権大会決勝 （秩父宮ラグビー場・2月27日）
NECグリーンロケッツ 17 - 13 トヨタ自動車ヴェルブリッツ

### ジャパンラグビートップリーグ
- ジャパンラグビートップリーグ ～1月10日
優勝 : 東芝府中ブレイブルーパス 勝点50（初優勝）
- 第2回マイクロソフトカップ決勝 （秩父宮ラグビー場・2月6日）
東芝府中 20 - 6 ヤマハ発動機

### 日本の学生ラグビー
- 第84回全国高等学校ラグビーフットボール大会決勝 （近鉄花園ラグビー場・1月7日）
啓光学園 （大阪府第3） 31 - 14 天理 （奈良県）
- 第41回全国大学ラグビーフットボール選手権大会決勝 （国立霞ヶ丘競技場陸上競技場・1月9日）
早稲田大学 31 - 19 関東学院大学

## 陸上競技
- IAAFグランプリ大阪大会（5月7日、長居陸上競技場）
- 日本陸上競技選手権大会（6月2日～5日、国立霞ヶ丘競技場陸上競技場）
- 秩父宮賜杯全国高等学校陸上競技対校選手権大会（8月2日～6日、千葉市・千葉県総合スポーツセンター陸上競技場）
  - 男子総合優勝（秩父宮賜杯）：成田高等学校
  - 女子総合優勝（秩父宮妃賜杯）：埼玉栄高等学校
- 世界陸上選手権（8月6日～8月14日、 フィンランド・ヘルシンキ） - 日本の獲得メダル:銅2
400メートルハードルで為末大が2大会ぶりに銅メダルを、男子マラソンでは尾方剛が日本男子としては1999年セビリア大会(佐藤信之の3位)以来の銅メダルを獲得。
- スーパー陸上（9月19日、日産スタジアム）

### 駅伝
- 全日本実業団駅伝 （前橋市・1月1日）
優勝 : コニカミノルタ 4時間48分57秒
- 第81回東京箱根間往復大学駅伝競走 （1月2日～3日）
総合優勝 : 駒澤大学 11時間03分48秒
往路優勝 : 東海大学 5時間32分11秒
復路優勝 : 駒澤大学 5時間31分07秒
- 全国都道府県対抗駅伝競走大会 （女子 : 京都府・1月16日、男子 : 広島県・1月23日）
女子優勝 : 京都府 2時間16分22秒
男子優勝 : 長野県 2時間20分02秒
- 全日本大学女子選抜駅伝競走大会 （さいたま市・2月20日）
優勝 : 立命館大学 1時間40分39秒 （大会新）
- 横浜国際女子駅伝 （2月27日）
優勝 :  日本 2時間13分40秒 （大会新）
- 出雲全日本大学選抜駅伝競走 （島根県・10月10日）
優勝 : 東海大学 2時間08分42秒 （大会新）
- 全日本大学駅伝 （熱田神宮-伊勢神宮・11月6日）
優勝 : 日本大学 5時間18分34秒
- 国際千葉駅伝（千葉市・11月23日）
男子優勝 :  ケニア 1時間57分06秒（世界新記録）
女子優勝 :  ケニア 2時間13分33秒
日本は男子が1時間58分58秒の日本新記録を出して2位。女子は4位だった。
- 杜の都全日本大学女子駅伝（仙台市・11月27日）
優勝 : 名城大学 2時間8分54秒
- 全日本実業団女子駅伝 （岐阜県・12月18日）
優勝 : 三井住友海上 2時間13分55秒 ※3連覇
- 全国高校駅伝（京都府・12月25日）
男子優勝 : 仙台育英学園高等学校（宮城県代表） 2時間5分4秒 （3年連続6回目）
女子優勝 : 興譲館高等学校（岡山県代表） 1時間6分54秒 （初優勝）

### マラソン
- 大阪国際女子マラソン （長居陸上競技場発着、1月30日）
優勝 : エレナ・プロコプツカ （ ラトビア） 2時間22分56秒
- 別府大分毎日マラソン （大分市営陸上競技場発着、2月6日）
優勝 : 入船敏 （カネボウ） 2時間09分58秒
- 東京国際マラソン （国立霞ヶ丘競技場陸上競技場発着、2月13日）
優勝 : 高岡寿成 （カネボウ） 2時間07分41秒
- びわ湖毎日マラソン （皇子山陸上競技場発着、3月6日）
優勝 : ジョセフ・リリ （ ケニア） 2時間09分00秒
- 名古屋国際女子マラソン （瑞穂陸上競技場発着、3月13日）
優勝 : 原裕美子 （京セラ） 2時間24分19秒
- 長野オリンピック記念長野マラソン（長野県長野運動公園発、長野オリンピックスタジアム着、4月17日）
男子優勝 : イサック・マチャリア（ ケニア） 2時間10分59秒
女子優勝 : アルビナ・イワノワ（ ロシア） 2時間28分21秒
- ロンドンマラソン （4月17日）
優勝 : ポーラ・ラドクリフ （ イギリス） 2時間17分42秒
- ボストンマラソン （4月18日）
優勝 : キャサリン・ヌデレバ （ ケニア） 2時間25分13秒
- 2005年世界陸上競技選手権大会（ フィンランド・ヘルシンキ）
  - 男子マラソン（8月13日）

優勝 : ジャウアド・ガリブ （ モロッコ） 2時間10分10秒
  - 女子マラソン（8月14日）

優勝 : ポーラ・ラドクリフ （ イギリス） 2時間20分57秒
- 北海道マラソン（8月28日）
男子優勝 : 渡辺共則（旭化成） 2時間14分50秒
女子優勝 : 千葉真子（豊田自動織機） 2時間25分46秒
- ベルリンマラソン（9月25日）
男子優勝 : フィリップ・マニム （ ケニア） 2時間7分41秒
女子優勝 : 野口みずき （グローバリー） 2時間19分12秒
- シカゴマラソン（10月9日）
男子優勝 : フェリックス・リモ （ ケニア） 2時間7分2秒
女子優勝 : ディーナ・カスター （ アメリカ合衆国） 2時間21分25秒
- 北京国際マラソン（10月16日）
男子優勝 : ベンソン・チェロノ （ ケニア） 2時間9分15秒
女子優勝 : 孫英傑 （ 中国） 2時間21分1秒
- ニューヨークシティマラソン（11月6日）
男子優勝 : ポール・テルガト （ ケニア） 2時間9分30秒
女子優勝 : エレナ・プロコプツカ （ ラトビア） 2時間24分41秒
- 東京国際女子マラソン（国立霞ヶ丘陸上競技場発着・11月20日）
優勝 : 高橋尚子 （ファイテン） 2時間24分39秒
- 福岡国際マラソン（平和台陸上競技場発着・12月4日）
優勝 : ドミトロ・バラノフスキー （ ウクライナ） 2時間8分29秒

## レスリング
- レスリング世界選手権（9月27日～10月2日、 ハンガリー・ブダペスト） - 日本の獲得メダル:金4、銀1、銅1
- 全日本レスリング選手権大会（12月21日～23日、国立代々木競技場第二体育館）

## スポーツの賞
- 日本プロスポーツ大賞
大賞 : 朝青龍明徳（大相撲）
殊勲賞 : 千葉ロッテマリーンズ（野球）、ガンバ大阪（サッカー）、井口資仁（野球）
特別賞 : 不動裕理（ゴルフ）
最高新人賞 : 琴欧洲勝紀（大相撲）
- 平成17年度JOCスポーツ賞
最優秀賞 : 荒川静香（スケート）
優秀賞 : 冨田洋之（体操）、吉田沙保里（レスリング）、薪谷翠（柔道）
新人賞 : 小塚崇彦（スケート）
特別功労賞 : 皆川賢太郎（スキー）、上村愛子（スキー）、岡崎朋美（スケート）
特別栄誉賞 : 該当者なし
- ローレウス世界スポーツ賞
最優秀男子選手 : ロジャー・フェデラー（ スイス、テニス）
最優秀女子選手 : ケリー・ホームズ（ イギリス、陸上競技）
最優秀チーム : サッカーギリシャ代表
最優秀新人選手 : 劉翔（ 中国、陸上競技）
最優秀復活選手 : アレッサンドロ・ザナルディ（ イタリア、WTCC）
最優秀障害者選手 : シャンタル・プチクレール（ カナダ、陸上競技）
最優秀新競技選手 : エレン・マッカーサー（ イギリス、ヨット)
スピリット・オブ・スポーツ賞 : ボストン・レッドソックス（ アメリカ合衆国、野球）
スポーツ貢献賞 : ジェリー・ストーリー（ イギリス、ボクシング）
生涯功労賞 : 該当者なし

## その他のスポーツ
- 第3回スポーツアコード国際会議（4月16日～20日、 ドイツ・ベルリン）

## 誕生
- 4月25日 - 馬場咲希（東京都、ゴルフ）
- 5月17日 - シャルロット・ルッツ（フランス、卓球）
- 6月17日 - 中山楓奈（富山県、スケートボード）
- 8月15日 - 緑川あかり（千葉県、スカッシュ）

## 死去
- 1月1日 - 出羽錦忠雄（東京都、大相撲、*1925年）
- 1月2日 - 本多逸郎（愛知県、中日ドラゴンズ選手、*1931年）
- 1月8日 - 大島信雄（愛知県、松竹ロビンス、中日ドラゴンズ投手、*1921年）
- 1月22日 - セサール・グティエレス（ベネズエラ、野球、*1943年）
- 2月1日 - アンデルル・ヘックマイヤー（ドイツ、登山家、*1906年）
- 2月2日 - マックス・シュメリング（ドイツ、ボクシング、*1905年）
- 2月6日 - 皆川睦雄（山形県、南海ホークス投手、*1935年）
- 2月16日 - 河村英文（大分県、西鉄ライオンズ投手、*1933年）
- 3月3日 - リヌス・ミケルス（オランダ、サッカー選手・指導者、*1928年）
- 4月11日 - ルシアン・ローラン（フランス、サッカー選手、*1907年）
- 4月13日
  - 福士敬章（群馬県、広島カープ投手、*1950年）
  - ドン・ブレイザー（アメリカ、南海ホークス選手、*1932年）
- 4月27日 - 大社義規（香川県、日本ハムファイターズ初代オーナー、*1915年）
- 5月5日 - テッド・アトキンソン（アメリカ、競馬騎手、*1916年）
- 5月12日 - 田中尊（香川県、広島東洋カープ捕手、*1936年）
- 5月30日 - 貴ノ花健士（北海道、大相撲大関、若乃花勝・貴乃花光司の実父、*1950年）
- 6月1日 - ジョージ・マイカン（アメリカ、バスケットボール、*1924年）
- 6月18日 - 大迫忍（大分県、競走馬ゼンノロブロイ等の馬主、*1945年）
- 6月24日 - 潮錦義秋（熊本県、大相撲小結、*1924年）
- 6月27日 - 遠井吾郎（山口県、阪神タイガース選手、*1939年）
- 7月9日 - 西川清（東京都、馬主、*1938年）
- 7月11日 - 橋本真也（岐阜県、プロレスラー、*1965年）
- 7月14日 - 大沢清（神奈川県、広島東洋カープ選手、大沢啓二の実兄、*1916年）
- 9月6日 - 宮下信明（愛知県、大和軍、読売ジャイアンツ、中日ドラゴンズの投手・内野手、* 1924年）
- 9月19日 - 中内㓛（大阪府、福岡ダイエーホークス元オーナー、* 1922年）
- 10月30日 - 葉室鐵夫（福岡県、ベルリンオリンピック競泳男子平泳ぎ200m金メダリスト、*1917年）
- 11月7日
  - 今津光男（兵庫県、中日ドラゴンズ、広島東洋カープ、阪急ブレーブス選手、* 1938年）
  - 長谷川信彦（愛知県、卓球選手、* 1947年）
- 11月13日 - エディ・ゲレロ（メキシコ、プロレスラー、*1967年）
- 11月16日 - 常見昇（群馬県、東急フライヤーズ・東映フライヤーズ・阪急ブレーブスの外野手、* 1928年）
- 11月19日 - 古我信生（群馬県、カーレーサー、* 1925年）
- 11月25日
  - ジョージ・ベスト（イギリス、サッカー、*1946年）
  - リチャード・バーンズ（イギリス、ラリードライバー、* 1971年）
- 11月29日 - ビック・パワー（プエルトリコ、野球、*1927年）
- 12月6日 - シャルリー・ゴール（ルクセンブルク、自転車競技、*1932年）
- 12月11日 - 上村恭生（奈良県、野球、*1959年）
- 12月15日 - 仰木彬（福岡県、西鉄ライオンズの内野手、オリックス・バファローズの監督、*1935年）
- 12月17日 - スベーレ・ステネルセン（ノルウェー、スキー、*1926年）
- 12月23日 - ケイ・スタマーズ（イギリス、テニス、*1914年）